# أحشام أحمد (دير)
أحشام أحمد (بالفارسية: احشام احمد) هي قرية تقع في مقاطعة دير في بوشهر في إيران. يقدر عدد سكانها بـ 0 نسمة بحسب إحصاء 2016.